# Lerista humphriesi
Lerista humphriesi este o specie de șopârle din genul Lerista, familia Scincidae, descrisă de Storr 1971. Conform Catalogue of Life specia Lerista humphriesi nu are subspecii cunoscute.